# 밴드 에이드 20
밴드 에이드 20는 2004년에 자선단체인 밴드 에이드의 후신 격의 그룹이다. 이 그룹에는 대니얼 베딩필드, 더 다크니스의 저스틴 호킨스, 콜드플레이의 크리스 마틴, U2의 보노, 폴 매카트니등이 포함되어 있으며 1984년에 밴드 에이드를 조직한 밥 겔도프와 미지 유로가 작곡하여 녹음한 "Do They Know It's Christmas?"를 리메이크했다. 

## 녹음
Do They Know It's Christmas?는 2004년 11월에 14일에 수단의 다푸르지역을 돕기위해 녹음되었으며 같은 달에 발매를 하였다. 이 싱글은 2004년 크리스마스에 가장 잘 팔린 곡이였다. 보노와 폴 매카트니, 조지 마이클은 밴드 에이드 원래 멤버 출신중에 밴드 에이드 20에 참여한 유일한 이들이다.

## 참여자
계획자와 프로듀서
- 밋지 유어 - 계획자
- 나이젤 고드리치 (라디오헤드, 트래비스), 밥 겔도프 - 프로듀서
- 데이먼 알반 (블러, 고릴라즈)

악기 연주
- 대니 고피 (슈퍼그래스) - 드럼
- 톰 요크 (라디오헤드) - 피아노
- 조니 그린우드 (라디오헤드 - 기타
- 폴 매카트니 - 베이스
- 저스틴 호킨스, 댄 호킨스 (더 다크니스) - 기타

보컬
- 보노 (U2)
- 대니얼 베딩필드
- 나타샤 베딩필드
- 버스티드
- 크리스 마틴 (콜드플레이)
- 디도 – 멜버른의 스튜디오에서 떨어져 작업함
- 디지 라스칼 – 원곡에 가사를 추가한 유일한 아티스트다
- 미스 다이너마이트
- 스카이 에드워즈 (모치바)
- 에스텔
- 닐 해넌 (디마인 코미디)
- 저스틴 호킨스 (더 다크니스)
- 자멜리아
- 톰 채플린 (킨)
- 팀 라이스 옥슬리 (킨)
- 베벌리 나이트
- 르마
- 샤즈네이 루이스 (올 세인츠) 전 멤버
- 케이티 멜루아
- 뢰징 머피 (몰로코)
- 피더
- 스노우 패트롤
- 레이철 스티븐스
- 조스 스톤
- 슈가베이비스
- 스릴즈
- 투린 브레이크스
- 로비 윌리엄스 – 로스엔젤레스의 스튜디오에서 떨어져 작업함
- 윌 영
- 프랜시스 힐리 (트래비스)

## 각 가사별 파트
| 가사                                                                                          | 1984년 버전                                  | 1989년 버전               | 2004년 버전                       |
| --------------------------------------------------------------------------------------------- | -------------------------------------------- | ------------------------- | --------------------------------- |
| 'It's Christmas time, there's no need to be afraid'                                           | 폴 영                                        | 카일리 미노그             | 크리스 마틴                       |
| 'At Christmas time, we let in light and we banish shade'                                      | 폴 영                                        | 크리스 레아               | 크리스 마틴                       |
| 'And in our world of plenty, we can spread a smile of joy'                                    | 보이 조지                                    | 지미 서머빌               | 디도                              |
| 'Throw your arms around the world, at Christmas time'                                         | 보이 조지                                    | 맷 고스                   | 디도                              |
| 'But say a prayer; Pray for the other ones'                                                   | 조지 마이클                                  | 클리프 리처드             | 로비 윌리엄스                     |
| 'At Christmas time it's hard, but when you're having fun'                                     | 조지 마이클/사이몬 르 봉                     | 지미 서머빌/맷 고스       | 로비 윌리엄스                     |
| 'There's a world outside your window, and it's a world of dread and fear'                     | 사이몬 르 봉/스팅                            | 마티 펠로우/제이슨 도노반 | 슈가베이비스                      |
| 'Where the only water flowing is the bitter sting of tears'                                   | 토니 해들리/스팅                             | 제이슨/카일리             | 프랜시스 힐리 & 슈가베이비스      |
| 'And the Christmas bells that ring there, are the clanging chimes of doom'                    | 스팅/보노                                    | 클리프 리처드/마티 펠로우 | 프랜시스 힐리 & 저스틴 호킨스     |
| 'Well, tonight, thank God it's them, instead of you'                                          | 보노                                         | 제이슨 도노반/맷 고스     | 보노                              |
| 'And there won't be snow in Africa, this Christmas time'                                      | 보이 조지/폴 웰러/폴 영                      | 마티 펠로우               | 윌 영 & 자멜리아                  |
| 'The greatest gift they'll get this year is life'                                             | 보노/조지 마이클/보이 조지                   | 소니아                    | 윌 영W & 자멜리아                 |
| 'Where nothing ever grows'                                                                    | 폴 영                                        | 리사 스탠스필드           | 미스 다이너마이트 & 베벌리 나이트 |
| 'No rain nor rivers flow'                                                                     | 글랜 그레고리                                | 리사 스탠스필드           | 미스 다이너마이트 & 베벌리 나이트 |
| 'Do they know it's Christmas time at all?'                                                    | 모두                                         | 소니아/리사 스탠스필드    | 모두                              |
| 'Here's to you'                                                                               | 매럴린/글랜 그레고리/릭 파피트/프랜시스 로시 | 카일리                    | 톰 채플린                         |
| 'Raise a glass for everyone'                                                                  | 폴 영                                        | 카일리                    | 저스틴 호킨스                     |
| 'Spare a thought this yuletide for the deprived' 'If the table was turned would you survive?' |                                              |                           | 디지 라스칼                       |
| 'Here's to them'                                                                              | 매럴린/글랜 그레고리/릭 파피트/프랜시스 로시 | 맷 고스                   | 버스티드                          |
| 'Underneath that burning sun'                                                                 | 폴 영                                        | 맷 고스                   | 저스틴 호킨스                     |
| 'You ain't gotta feel guilt, just selfless' 'Give a little help, to the helpless!'            |                                              |                           | 디지 라스칼                       |
| 'Do they know it's Christmas time at all?'                                                    | 폴 영                                        | 클리프 리처드             | 조스 스톤 & 저스틴 호킨스         |
| 'Feed the World' (반복)                                                                       | 모두                                         | 모두                      | 톰 채플린                         |
| 'Feed the World, Let them know it's Christmas time again' (반복)                              | 모두                                         | 모두                      | 모두                              |